# Diméthyldithiocarbamate de méthyle
Le diméthyldithiocarbamate de méthyle est un composé chimique de formule (CH3)2NCSSCH3. C'est l'un des esters de dithiocarbamates les plus simples. Il se présente sous la forme d'un solide blanc volatil faiblement soluble dans l'eau mais soluble dans de nombreux solvants organiques. Il a été utilisé comme pesticide.
On peut produire du diméthyldithiocarbamate de méthyle par méthylation de sels de diméthyldithiocarbamates (en) :
(CH3)2NCSSNa + (CH3O)2SO2 → (CH3)2NCSSCH3 + Na[CH3OSO3].
Il peut également être préparé par réaction du thirame (CH3)2NCSS–SSCN(CH3)2 avec un réactif de Grignard :
(CH3)2NCS–S–S–SCN(CH3)2 + CH3MgBr → (CH3)2NCSSCH3 + (CH3)2NCSSMgBr.